# Mikel Gotzon Zubimendi Berastegui
Mikel Gotzon Zubimendi Berastegui plus connu comme Mikel Zubimendi et surnommé Mikelon est un politicien espagnol d'idéologie indépendantiste basque.
Il a été parlementaire basque entre 1994 et 1998. Plus tard il a disparu de la vie publique et il a été intégré dans l'organisation séparatiste ETA, ayant accompli une peine de 6 ans de prison en France pour ce fait. Il se trouve actuellement en prison inconditionnelle en Espagne pour appartenance au parti politique illégal Batasuna (il membre de la direction).

## Débuts
Il est né à Saint-Sébastien, bien qu'il ait vécu pendant son enfance dans la localité de Bergara (Guipuscoa) dont il est considéré natif.
Dans la première moitié des années 1990 a été porte-parole et dirigeant de Jarrai, l'organisation de jeunes de l'organisation indépendantiste basque Herri Batasuna. Le 9 mai 1992, Zubimendi a été arrêté par la Police Nationale pendant la fin de Ve Congrès de Jarrai dans l'Institut de Txurdinaga, à Bilbao, bien qu'il ait été mis en liberté par le juge plus tard.

## Parlementaire
En 1994 il est élu membre du Parlement basque dans les listes de Herri Batasuna, étant le plus jeune parlementaire de la V Législature (1994-98) (il est âgé de 23 ans). Pendant les deux petites années où il est allé aux sessions du Parlement il a été le protagoniste de plusieurs incidents dans la chambre basque.
Le 30 novembre 1994, Zubimendi a été à l'origine d'un premier incident dans la Chambre, allant en T-shirt dans lequel il insultait l'Ertzaintza (Zipaioak hiltzaileak, Cipayos assassins). Il aura aussi une confrontation avec ce corps de police dans les environs du Parlement pendant sa période de parlementaire.
Toutefois Zubimendi est surtout connu pour l'incident qui a eu lieu le 24 mars 1995, versant de la chaux sur le siège alors vide du conseiller basque de la Justice, Économie, Travail et Sécurité Sociale et chef du PSE-EE/PSOE, Ramón Jáuregui. Avec ce geste, qui a été vu dans toutes les chaines de télévisions d'Espagne, Zubimendi a essayé d'accuser les socialistes des meurtres des membres d'ETA José Antonio Lasa et José Ignacio Zabala. Ce geste lui a valu une sanction disciplinaire pour Zubimendi.
En janvier 1996, sans avoir accompli la moitié de la législature, Zubimendi a soudainement abandonné la vie publique et a disparu du Pays basque. Des semaines plus tard Herri Batasuna a diffusé un communiqué officiel informant que Zubimendi résidait au Danemark, où il va pour élucider la pression policière à laquelle il était soumis pour son militantisme reconnu envers Jarrai.
De sources policières on considérait que Zubimendi s'était enfui du pays pour éviter une peine éventuelle de 2 ans de prison pour insoumission, infraction pour laquelle il avait un chef d'accusation, lancé depuis 1992; et qui ne résidait pas au Danemark mais dans un endroit près de Paris. Bien qu'ayant disparu de la vie publique, Herri Batasuna n'a pas remplacé Zubimendi comme parlementaire et a maintenu officiellement sa charge jusqu'à 1998 quand s'est terminé la législature. En février 1997, le Parlement basque l'a sanctionné par in-assistance réitérée.

## Intégré à ETA
On n'a su rien de l'endroit ni des activités de Zubimendi jusqu'à ce qu'en mars 1999 il ait été arrêté par la Police française à Paris. Zubimendi était en compagnie de José Javier Arizkuren Ruiz, Kantauri, chef de l'appareil militaire d'ETA et 5 autres membres de la bande. L'arrestation s'est déroulée pendant la Trêve d'ETA de 1998. Apparemment Zubimendi avait été intégré dans l'organisation séparatiste ETA après sa disparition de la vie publique.
Zubimendi a été condamné à 6 ans de prison en 2000 par le Tribunal Correctionnel de Paris pour les infractions d'association de malfaiteurs à des fins terroristes, port d'armes prohibées et faux documents. Le Tribunal lui a attribué dans la sentence un rôle éminent de responsabilité au sein d'ETA.
Après avoir accompli les 6 années de la peine, le 7 mars 2005, Zubimendi a été libéré à la frontière franco-espagnole et a été expulsé du pays. N'ayant eu aucun acte d'accusation en suspens en Espagne, il n'a pas été inquiété pour la police espagnole.

## Retour à la vie politique
Après son retour en Espagne, Mikel Zubimendi est revenu à l'activité politique, entrant dans les listes de la formation politique Batasuna, héritière de Herri Batasuna. Le 18 mars 2006 a été élu membre de la Table Nationale (organe directeur) de Batasuna. Cette organisation politique est déclarée illégale en Espagne, étant considérée comme membre d'un complexe terroriste.
Le 5 octobre 2007 il est arrêté à Segura (Guipuzcoa) avec d'autres membres de la direction de Batasuna tandis qu'ils tenaient une réunion pour le renouvellement de la Table Nationale. Depuis lors il se trouve en prison préventive accusé d'appartenance à une organisation terroriste.

### Sources et bibliographie
- (es) Cet article est partiellement ou en totalité issu de l’article de Wikipédia en espagnol intitulé « Mikel Zubimendi » (voir la liste des auteurs).
- (fr) Jean Chalvidant, ETA : L'enquête, éd. Cheminements, coll. « Part de Vérité », octobre 2003, 426 p. (ISBN 978-2-84478-229-8)
- (es) José María Benegas, Diccionario de Terrorismo, Madrid, Espasa Calpe, coll. « Diccionario Espasa », novembre 2004, 920 p. (ISBN 978-84-670-1609-3)
- (fr) Jacques Massey, ETA : Histoire secrète d'une guerre de cent ans, Paris, Flammarion, coll. « EnQuête », février 2010, 386 p. (ISBN 978-2-08-120845-2)